# Крвавац II
Крвавац II је насељено место у саставу општине Кула Норинска, Дубровачко-неретванска жупанија, Република Хрватска.

## Историја
До територијалне реорганизације у Хрватској налазио се у саставу старе општине Метковић.

## Становништво
На попису становништва 2011. године, Крвавац II је имао 334 становника.
| Број становника по пописима | Број становника по пописима | Број становника по пописима | Број становника по пописима | Број становника по пописима | Број становника по пописима | Број становника по пописима | Број становника по пописима | Број становника по пописима | Број становника по пописима | Број становника по пописима | Број становника по пописима | Број становника по пописима | Број становника по пописима | Број становника по пописима | Број становника по пописима |
| --------------------------- | --------------------------- | --------------------------- | --------------------------- | --------------------------- | --------------------------- | --------------------------- | --------------------------- | --------------------------- | --------------------------- | --------------------------- | --------------------------- | --------------------------- | --------------------------- | --------------------------- | --------------------------- |
| 1857                        | 1869                        | 1880                        | 1890                        | 1900                        | 1910                        | 1921                        | 1931                        | 1948                        | 1953                        | 1961                        | 1971                        | 1981                        | 1991                        | 2001                        | 2011                        |
| 0                           | 0                           | 0                           | 0                           | 0                           | 0                           | 0                           | 0                           | 55                          | 94                          | 154                         | 221                         | 237                         | 292                         | 336                         | 334                         |

Напомена: Исказује се од 1981. као самостално насеље настало издвајањем дела насеља Крвавац. То насеље 1991. смањено је за део подручја, које је припојено насељу Метковић (град Метковић). За издвојени део садржи податке до 1981.

### Попис1991.
На попису становништва 1991. године, насељено место Крвавац II је имало 292 становника, следећег националног састава:
| Попис 1991.‍ | Попис 1991.‍ | Попис 1991.‍ | Попис 1991.‍ | Попис 1991.‍ |
| ----------- | ----------- | ----------- | ----------- | ----------- |
|             |             |             |             |             |
| Хрвати      | Хрвати      |             | 288         | 98,63%      |
| Немци       | Немци       |             | 1           | 0,34%       |
| непознато   | непознато   |             | 3           | 1,02%       |
| укупно: 292 |             |             |             |             |